# 怪しい彼女
『怪しい彼女』（あやしいかのじょ、原題：수상한 그녀、英題：Miss Granny）は、2014年公開の韓国映画。
韓国では860万人以上を動員する大ヒット作となり、2024年現在8か国でリメイク版が制作されている。
また、2024年にはKBS2でテレビドラマ化された。邦題は『あやしい彼女』。

## ストーリー
70歳のオ・マルスン（ナ・ムニ）は頑固で世話焼きなお婆さん。マルスンの元奉公人で男やもめのパク氏（パク・イナン）と共にカフェで働くマルスンは、女手一つで育て上げた一人息子の大学教授ヒョンチョル（ソン・ドンイル）、姑恐怖症の嫁エジャ（ファン・ジョンミン）、就職活動そっちのけで音楽に没頭する売れないバンドマンの孫息子ジハ（ジニョン）、就職浪人中にもかかわらず呑気な孫娘ハナ（キム・スルギ）に囲まれ、騒がしい毎日を送っていた。
ある夜、マルスンはふと目に止まった写真館に入り、記念写真を撮影する。店を出たマルスンは、自分が20歳の頃の姿に戻っていることを知って驚愕。写真館に飾ってあったオードリー・ヘプバーンの名前をもじって「オ・ドゥリ」（シム・ウンギョン）と名乗ることにしたマルスンは、若返った姿に戸惑いつつもなんとか生きる術を得ていく。
歌が得意なドゥリは、勤めていたカフェのステージで歌を披露する。その歌声に心を打たれたジハは、自分がリーダーを務める「半地下バンド」で歌ってくれないかとドゥリに頼む。孫の頼みに絆されたドゥリは渋々承諾し、バンドのメインボーカルとして音楽活動を始める。カフェに居合わせたTV局プロデューサーのハン・スンウ（イ・ジヌク）もまたドゥリの歌声に才能を感じ、自らがプロデューサーを務める音楽番組のオーディションにやってきた半地下バンドに、番組出演を提案する。
半地下バンドの音楽番組初出演は大盛況に終わり、ドゥリとスンウの距離も次第に縮まっていく。長らく忘れていた恋の始まりに胸を高鳴らせるドゥリ。その夏、プールで軽傷を負ったドゥリは、出血した部分が70歳の肌に戻っていることに気付く。事情を知るパク氏はドゥリに「戻りたいのか？」と尋ねるが、ドゥリは答えることができない。
半地下バンド史上最も大規模なステージを控えた日、会場に向かう途中だったジハが交通事故に遭う。ジハは輸血が必要なほど切迫した容態になるが、家族の中でジハと血液型が一致するのは祖母のマルスンだけだった。病院に駆けつけたドゥリは、輸血をすれば年老いた姿に戻ることを知りつつも、孫のために名乗り出るのだった。

## キャスト
- オ・ドゥリ：シム・ウンギョン（吹替：小島幸子）

青春写真館で撮影後20歳に戻ったマルスン。パク氏の家で名前を聞かれた際に咄嗟に出たオードリーヘップバーンの名前を使う。
- オ・マルスン：ナ・ムニ（吹替：磯辺万沙子）

元々は奉公人のいる裕福な家の令嬢だったが、夫と駆け落ちする。妊娠中にその夫が出稼ぎ先のドイツで亡くなると女手一つで息子のヒョンチョルを育て上げた。口は悪いが子供達には優しい。以前はチュオタンの店を経営していたが今は老人向けカフェで働いている。若いころは歌がうまく劇団からスカウトが来るほどだった。
- パク氏：パク・イナン（吹替：後藤哲夫）

13歳で両親を亡くし、マルスンの実家に奉公していた。それ以来マルスンを敬愛しておりなにかと世話を焼き今は老人向けカフェで一緒に働いている。娘の婚活がうまくいかないことが悩み。桃アレルギー。
- パン・ヒョンチョル：ソン・ドンイル（吹替：中根徹）

マルスンの長男。国立大学の教授でマルスンの自慢の息子。
- ハン・スンウ：イ・ジヌク（吹替：前田一世）

TV局のプロデューサー。偶然聴いたドゥリの歌声に魅せられ番組に出演させる。ドゥリに好意を寄せる。
- パク・ナヨン：キム・ヒョンスク

パク氏の娘。結婚せず実家で父と暮らしている。ドゥリと父が恋愛関係にあるのではと疑う。
- パン・ジハ：ジニョン（B1A4）（吹替：阿部敦）

ヒョンチョルの長男。売れないバンドマン。ドゥリと出会いバンドのボーカルに引き入れる。
- パン・エジャ：ファン・ジョンミン

ヒョンチョルの妻。姑のマルスンとの生活に疲れ心臓発作を起こしてしまう。
- パン・ハナ：キム・スルギ

ヒョンチョルの長女。就職浪人中。口の悪さがマルスンにとても似ている。

## 受賞歴
- 第18回ファンタジア国際映画祭：アジア部門 観客賞金賞
- 第51回大鐘賞：音楽賞（MOWG）
- 第50回百想芸術大賞：映画部門 女性最優秀演技賞（シム・ウンギョン）
- 第23回釜日映画賞：主演女優賞（シム・ウンギョン）
- 第19回椿事映画賞：主演女優賞（シム・ウンギョン）
- 第14回ディレクターズ・カット・アワード：今年の女性演技者賞（シム・ウンギョン）
- 第1回韓国映画祭作家協会賞：主演女優賞（シム・ウンギョン）
- 第19回春史大賞映画祭：脚本賞
- 第14回大韓民国青少年映画祭：元老俳優部門 人気映画人賞（ナ・ムニ）
- 第10回マックスムービー最高の映画賞：最高の助演女優賞（ナ・ムニ）
- 第18回富川国際ファンタスティック映画祭：ファンタジア・アワード（シム・ウンギョン）
- 第10回提川国際音楽映画祭：音楽映画 女性俳優賞（シム・ウンギョン）
- 第6回沖縄国際映画祭：Peace部門 海人賞グランプリ

## リメイク
CJエンタテインメントによるグローバルな合作プロジェクトとして、中国、ベトナム、日本、タイ、インドネシア、フィリピン、インド、メキシコでリメイク版が製作された。その他にアメリカ、ドイツでもリメイクが計画されているという。
老人が突然20歳前後に若返るという設定は各国共通しているが、映画の主題は、失われた青春を取り戻す、家族の絆を取り戻すなどその国の事情やお国柄に合わせており、若返ったときの主人公の名前も、韓国版がオードリー・ヘプバーン、日本版ではヘプバーンと原節子、中国版がテレサ・テン、ベトナム版は大衆オペラの元人気女優タン・ガーをもじったものがそれぞれ用いられている。一方タイ版では監督の狙いで「タイで一般的によくある名前」になっている。

### 中国版
中国では2014年に『重返20岁』のタイトルでリメイクされ、2015年1月8日に公開されると、興行収入5,740万ドル（約68億8,800万円）、観客動員1,160万人と韓国を上回る大ヒットとなった。また、アメリカでも同年1月16日に13館で公開され、週末興行収入ランキングで初登場43位となった。
日本でも同年6月12日に、『20歳よ、もう一度』の邦題でTOHOシネマズ新宿にて劇場公開された後、6月19日から全国22館でも公開された。なお、ハングル字幕と日本語字幕の両方がついた上映も行われた（3館で1週間限定、連日1回のみの上映）。

#### キャスト（中国版）
※括弧内は日本語吹替。
- 孟テレサ（モン・テレサ）：ヤン・ズーシャン（折井あゆみ）
- 沈夢君（ジェン・モンジュン）：グア・アーレイ（沢田敏子）
- 譚子明（タン・ズーミン）：チェン・ボーリン（浪川大輔）
- 項前進（シャン・チェンチン）：ルハン（畠中祐）
- 李大海（リン・ダーハイ）：ワン・ダーシュン（勝部演之）
- 項國斌（シャン・グオビン）：ザオ・リーシン
- 楊琴（ヤン・チン）：リ・イージュアン
- 項欣然（シャン・シンラン）：イン・ハン
- シンディ：シャ・ズーハン
- 李曉燕（リン・シャオイェン）：リン・チョン

### ベトナム版
ベトナムでは『Em là bà nội của anh』（私があなたのおばあさんだ）のタイトルでリメイクされ、2015年12月11日より公開された。17日までの1週間で35万8000人を動員し、260億VND（約1億4000万円）の興行収入を記録。2016年2月16日までの2か月間で興行収入は1000億VND（約5億1300万円）に達し、ベトナム映画史上2番目の記録となった。
日本では「第11回大阪アジアン映画祭」の特集企画として『ベトナムの怪しい彼女』の邦題で2016年3月10日と3月17日に公開。

#### キャスト（ベトナム版）
- 若返ったおばあちゃん／タン・ガー：ミウ・レ
- おばあちゃん／ミセス・ダイ：ミン・ドゥク
- おばあちゃんの息子／クアン：ドゥク・クエ
- おばあちゃんの孫／トゥン：ンゴー・キエン・フイ
- プロデューサー／マン・ドゥク：ファ・ヴィ・ヴァン

### 日本版
日本では2013年公開の映画『謝罪の王様』のスタッフにより『あやしい彼女』のタイトルでリメイク版が製作された。主演は多部未華子、倍賞美津子。2016年4月1日公開。

#### ストーリー（日本版）
女手一つで娘を育て上げた73歳の瀬山カツ（倍賞美津子）は頑固でおせっかいな性格のため、周りからは敬遠されがち。ある日、ふと入った写真館で写真を撮り店を出ると、20歳のときの若々しい姿のカツ（多部未華子）になっていた。カツはヘアスタイルやファッションを一新、名前も節子にし、人生を取り戻そうと決意。その後、のど自慢大会で昭和歌謡を歌ったことから…。

#### キャスト（日本版）
- 大鳥節子 - 多部未華子 ： 主人公。瀬山カツが20歳に若返った姿。
- 瀬山カツ - 倍賞美津子 ： 73歳。節子の本来の姿。
- 瀬山幸恵 - 小林聡美 ： カツの娘。ファッション雑誌の元編集長。
- 瀬山翼 - 北村匠海 ： 幸恵の息子でカツの孫。バンドマン。
- 中田次郎 - 志賀廣太郎 ： カツの幼馴染。カツに想いを寄せる。佐竹湯の経営者。
- 相原みどり - 金井克子 ： 通称「厚化粧シニア」。次郎に想いを寄せる。
- 小林拓人 - 要潤 ： 音楽プロデューサー。
- オオトリ写真館店主 - 温水洋一 :
- 青年の次郎 - 野村周平 :
- wacci、SELLOUT、生ハムと焼うどん、π乙。（ぱいおつ）、三鴨絵里子、越野アンナ、久保佑太、田村健太郎、楊原京子、岩本乃蒼、花菜、冨田恵子、中山祐一朗、大川ヒロキ、小松利昌、森富士夫、枝元萌、橘家二三蔵、新井量大、嶋崎伸夫、春延朋也、奥野瑛太、護あさな、金時むすこ、安亜希子、ヒロホンダ (ホンダタカヒロ)　ほか

#### スタッフ（日本版）
- 監督：水田伸生
- 脚本：吉澤智子
- 音楽：三宅一徳
- 挿入歌プロデュース : 小林武史
- 主題歌：anderlust「帰り道」（Sony Music Records）
- 撮影：中山光一
- 美術：磯見俊裕
- 照明：松本憲人
- 録音：鶴巻仁
- 編集：平澤政吾
- 監督補：相沢淳
- 助監督：蔵方政俊
- 衣装：篠塚奈美
- ヘアメイク：酒井夢月
- 装飾：佐原敦史、大庭信正
- 音響効果：松浦大樹
- VFXスーパーバイザー：オダイッセイ
- キャスティング：杉野剛
- スクリプター：阿保知香子
- 製作担当：近藤博
- 特殊メイク：中田彰輝
- ファイティングコーディネーター：佐々木修平、田中里佳
- カースタント：ウェルムーブ
- 振付：八反田リコ
- ボイストレーナー：Noriko K
- ギター指導：知野芳彦
- 音楽シーン監修：小林博幸
- ラボ：東映ラボ・テック
- スタジオ：東映東京撮影所
- 宣伝プロデューサー：小出わかな
- ライン・プロデューサー：毛利達也
- 製作者：中山良夫、鄭泰成、大角正、由里敬三、藪下維也、沢桂一、久保雅一、久保田修、村松俊亮
- ゼネラル・プロデューサー：奥田誠治
- エグゼクティブ・プロデューサー：門屋大輔
- プロデューサー：畠山直人、八尾香澄
- 制作プロダクション：C&Iエンタテインメント
- 配給：松竹
- 製作幹事：日本テレビ放送網
- 製作：「あやカノ」製作委員会（日本テレビ放送網、CJエンタテイメントジャパン、CJ E&M、松竹、日活、讀賣テレビ放送、バップ、小学館、C&Iエンタテインメント、ソニー・ミュージックレーベルズ、札幌テレビ放送、宮城テレビ放送、静岡第一テレビ、中京テレビ放送、広島テレビ放送、福岡放送）

### タイ版
2016年、原題『20 ใหม่ ยูเทิร์นวัย หัวใจรีเทิร์น』（英題：Suddenly Twenty）としてタイでリメイク版が制作された。日本では2017年の「第12回大阪アジアン映画祭」で『突然20歳　タイの怪しい彼女』の邦題で3月7日、12日の2回上映された。
- キャスト[17]

20歳のパーン：ダビカ・ホーン
ナット（TV局プロデューサー）：サハラット・サンカプリーチャー
パーンの孫ブーム：クリサナプーム・ピブンソンクラーム
- スタッフ[6]

監督：アーラヤ・スリハーン
プロデューサー：チェ・ヨヌ

### インドネシア版
インドネシアでは『Sweet 20』のタイトルでリメイク版が制作され、2017年に公開された。
- キャスト[19]

20歳のFatmawati、通称 Mieke：Tatjana Saphira　
Fatmawati：Niniek L Karim
- スタッフ[19]

監督：Ody C. Harahap
脚本：Upi

### フィリピン版
フィリピン版は『Miss Granny』（韓国版の英題と同名）のタイトルで、2018年に公開された。
- キャスト[21]

若き日のFely、通称 Odrey：Sarah Geronimo
Fely：Nova Villa
- スタッフ[21]

監督：Joyce Bernal

### インド版
インドでは2019年に『Oh! Baby』のタイトルでリメイク版が公開された。
- キャスト[22]

20歳のSavitri、通称 Swathi：Samantha Ruth Prabhu
70歳のSavitri、通称 Baby：Lakshmi
Savitriの幼なじみ：Rajendra Prasad
- スタッフ[22]

監督：B.V. Nandini Reddy
脚本：B.V. Nandini Reddy、Lakshmi、BhupalaGopimohan

### メキシコ版
2022年、『Cuando sea joven』（直訳：私が若い時）のタイトルでメキシコで公開された。
- キャスト[23]

Malena（22歳）通称 Maria：Natasha Dupeyrón
老人のMalena：Verónica Castro
- スタッフ[23]

監督：Raúl Martínez
脚本：Juan Carlos Garzón、Angélica Gudiño

## テレビドラマ版
韓国のKBS2で2024年12月18日から2025年1月23日まで、映画と同じ『수상한 그녀（邦題:あやしい彼女）』のタイトルで放送された。全12話。

### キャスト
- オ・マルスン（キム・ヘスク）：70歳。女手ひとつでジスクを育てた。
- オ・ドゥリ（チョン・ジソ）：20歳に若返ったマルスン。

／エミリー（チョン・ジソ2役）：アイドル練習生。
- ダニエル・ハン（ジニョン）：ユニスエンターテインメントのプロデューサー。
- バン・ジスク（ソ・ヨンヒ）：マルスンの娘。原作でのマルスンの長男に相当。
- チェ・ミンソク（イン・ギョジン）：ジスクの夫。
- チェ・ハナ（チェ・ウォンビン）：ジスクの娘。
- キム・エシム（チャ・ファヨン）：マルスンのかつての知り合い。

### スタッフ
- 演出：パク・ヨンスン
- 脚本：ホ・スンミン